# Haplomitriaceae
Haplomitriaceae es el nombre botánico de la única familia de plantas del orden Haplomitriales. El género Haplomitrium Nees, con siete especies, representa el género estándar único de la familia. El género fósil paleozoico, Gessella descubierto por el danés
C. Poulsen,  también se considera un miembro de esta familia.

## GéneroHaplomitrium

### Distribución
Regiones templadas, subtropicales y tropicales, casi mundiales, pero disjuntas y locales.
La mayor diversidad es el hemisferio meridional, específicamente Australasia, con tres especies (H. ovalifolium, H. monoicum, e H. intermedium)  siendo endémicas a esta región.
La especie que se extiende más ampliamente es H. hookeri, en todo el hemisferio norteño. Por todo el mundo, el género exhibe una amplia gama altitudinal (de 0 a 3.600 m s. n. m.).
La gama virtualmente cosmopolita del H. hookeri, su variedad amplia de rasgos ancestrales, y la gran plasticidad de estos rasgos sugieren que  H.hookeri sea el más probable progenitor ancestral del género.
La taxonomía se restringe para diferenciar el hábitat con las excepciones siguientes: los H. mnioides se da en suelo y roca, y H. blumii se da exclusivamente en la madera y la roca.

### Taxonomía
Haplomitrium es un taxón muy antiguo, con un antepasado común con el orden Metzgeriales. R.M. Schuster (1967) reconoció tres subgéneros (Haplomitrium, Calobryum, y Archibryum), mientras que J.J. Engel (1981) y S.E. Bartholomew-Began (1991) solamente dos reconocidos (Haplomitrium y Calobryum). La única especie norteamericana, H. hookeri, pertenece al subgénero Haplomitrium.

### Especies
- Haplomitrium blumei
- Haplomitrium cooperi
- Haplomitrium gibbsiae
- Haplomitrium hookeri
- Haplomitrium intermedium
- Haplomitrium mnioides
- Haplomitrium monoicum
- Haplomitrium ovalifolium
- Haplomitrium scalia